# Elioguaina

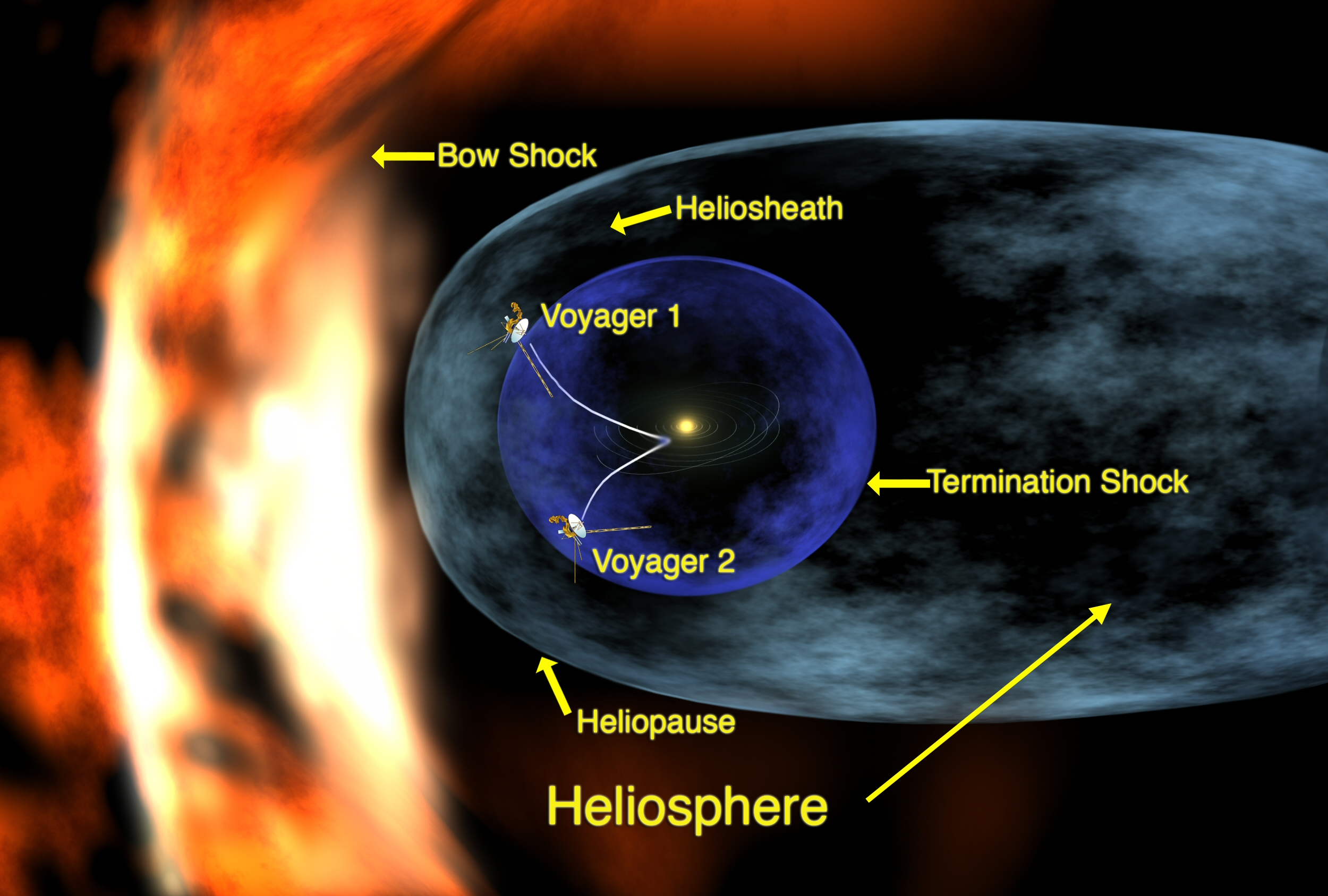
L'elioguaina o heliosheath con le sonde Voyager 1 e Voyager 2

L'elioguaina (in inglese heliosheath; talvolta eliosheath) è la regione dell'eliosfera che inizia dal termination shock. Qui il vento solare è intenso, compresso e turbolento a causa della sua interazione con lo spazio interstellare. La sua distanza dal Sole è compresa all'incirca tra 80 e 100 unità astronomiche (UA). Nel punto ventoso, la sua larghezza è stimata tra le 10 e le 100 UA. La distanza precisa dall'eliopausa è incerta.

## Missioni di studio
Le sonde interplanetarie Pioneer 10, Pioneer 11, Voyager 1 e Voyager 2 hanno viaggiato attraverso il sistema solare e hanno attraversato il termination shock avendo tra i loro obiettivi anche lo studio dell'elioguaina.
L'elioguaina è stata raggiunta da Voyager 1 che ha attraversato il termination shock a metà del dicembre 2004, ad una distanza dalla Terra di 94 UA.
Anche la sonda Voyager 2 ha attraversato il termination shock il 30 agosto 2007.
Le sonde Pioneer 10 e Pioneer 11 hanno interrotto le comunicazioni prima che fosse possibile stabilire se avessero raggiunto l'elioguaina.